# Laureles (Paraguai)
Laureles é uma cidade do Paraguai, Departamento Ñeembucú. Possui uma população de 3.676 habitantes. Sua economia é baseada na agricultura.

## Transporte
O município de Laureles é servido pelas seguintes rodovias:
- Caminho em terra ligando a cidade ao município de Mayor José Martinez
- Caminho em terra ligando a cidade ao município de Cerrito
- Caminho em terra ligando a cidade ao município de Pilar [1][2][3]